# ブイ・ティン
ブイ・ティン（ベトナム語：Bùi Tín、チュノム：裴 信、1927年12月29日 - 2018年8月11日）は、ベトナムの軍人・記者。ベトナム戦争に参戦し、サイゴン陥落の場面に立ち会ったが、後に共産党政府と対立し、フランスに亡命した。

## 経歴
1927年、ハノイで、阮朝高官の家の子として出生、フエにて学業を修め、8月革命の際は独立運動家となり、ホー・チ・ミンやヴォー・グエン・ザップを中心メンバーに擁するベトミンに加入した。彼は記者としての活動の一方で、自ら銃をとって戦場で戦った。18歳の時に後にベトナム人民軍となるゲリラ部隊に加入し、1954年のディエンビエンフーの戦いではフランス軍との銃撃戦で負傷兵となった。
ベトナム戦争時、彼は北ベトナム人民軍参謀本部に属し、国防総長ヴォー・グエン・ザップの信任のもと、アメリカ軍捕虜収容所で捕虜の管理を行い、アメリカ軍捕虜の尋問を行った。その際に、後に共和党上院議員にしてアメリカ大統領候補となったジョン・マケインをハノイ・ヒルトン及び病院にて3度尋問している。
1975年4月30日のサイゴン陥落の際、彼は戦車部隊と共に南ベトナム大統領府（現在の統一会堂）に突入し、現場の北ベトナム高級官僚として、ベトナム共和国（南ベトナム）最後の大統領ズオン・バン・ミンの無条件降伏を受け、ベトナム戦争終結を見届けた。その時、ズオン・バン・ミンは、大統領府に入ってきたブイ・ティンらを待ち受け、南ベトナム臨時革命政府への政権移譲の意を表した。だが、ブイ・ティンは冷たくこう言い放った。「政権移譲はもはや存在しない。あなた方の政権は既に崩壊した。既に持っていないものを譲ることは出来ないのです」。
ベトナム戦争終結後、ブイ・ティンはベトナム機関紙『ニャンザン』の副編集長となり、『ニャンダン・チューニャット(Nhân Dân Chủ Nhật)』の編集責任者となった。だが、1980年代中頃から始まった政治的腐敗及び対外関係上での孤立に失望を覚え、1990年ベトナムからの亡命を決意し、フランスの首都パリで流亡の日々を過ごす一方でベトナム共産党体制に対する不満を表明するに至った。
1991年、ブイ・ティンはベトナム戦争捕虜及び行方不明者に関するフォーラムに参加した。当時設立間もないアメリカ上院内捕虜及び失踪者事務委員会はベトナム戦争期の米軍捕虜に関する調査を行っており、ブイ・ティンはワシントンのダレス国際空港で前下院議員のビル・ヘンドン、国会委員会補佐ロバート・C・スミスに会った際、彼らから半ば強引に「ベトナムにはまだ生き残った捕虜が居る」と説得されていたのだ。彼はその三週間後にこのように述べた。「私の知見はどのベトナム上位指導者にも引けを取らないが、その私の意見を述べれば、ベトナム国内にはもはや米軍捕虜はいない」そう述べ終わった後、彼とマケインは互いに抱擁し、マスコミはこの恩仇を忘れ互いに慈しみ合う姿を次々と報じた。
2000年、ブイ・ティンは公共放送サービスの「American Experience」に出演し、米軍が北ベトナムで勾留されていた間拷問や肉体刑は何ら受けなかったと証言した。
2018年8月11日フランスパリ近郊のモントルイユで没す、享年90歳。

## 参考書籍
- 古森義久著 『ベトナム報道1300日―ある社会の終焉』（筑摩書房 1978年/ のち講談社文庫、1985年）ISBN 978-4-06-183499-6